# Рубець (медицина)

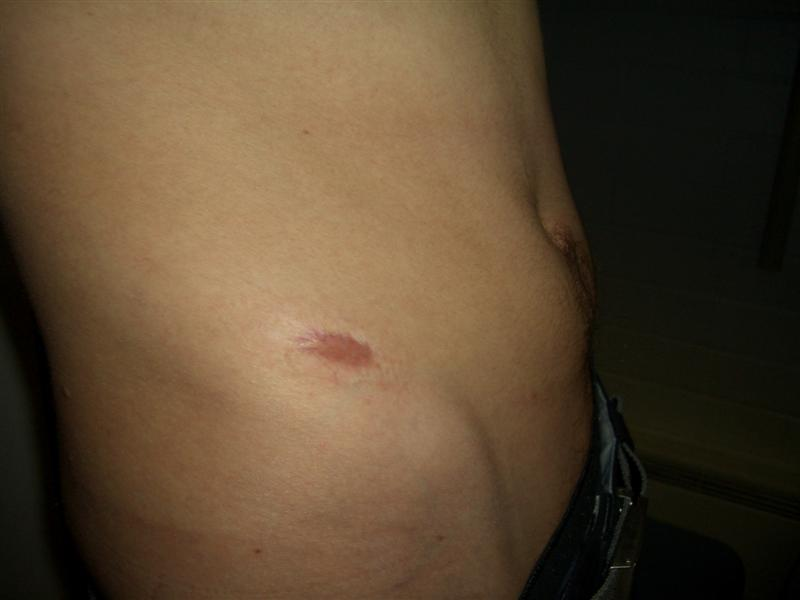
Рубець від садна на виступаючій частині тіла після падіння з мотоциклу

Рубе́ць (лат. cicatrix), або рідше шрам, розм. пруг, діал. бли́зна, заст. за́рість, — кінцевий етап загоєння глибоких дефектів шкіри чи слизової оболонки, які спричинила дія фізичних (порізи, розриви, хірургічні розрізи), хімічних (опіки їдкими речовинами), біологічних (висип з руйнуванням глибоких шарів шкіри, що заподіяли різні мікроорганізми, окремі гельмінти) чинників, що обумовлюють розвиток сполучної (розмовне: рубцевої) тканини на місці дефекту. У дерматології рубець включають до вторинних елементів висипу.

## Класифікація
Рубці поділяють на:
- нормотрофічні;
- атрофічні
- гіпертрофічні
- келоїдні[6]

Останніх два відносять до патологічних рубців

## Будова

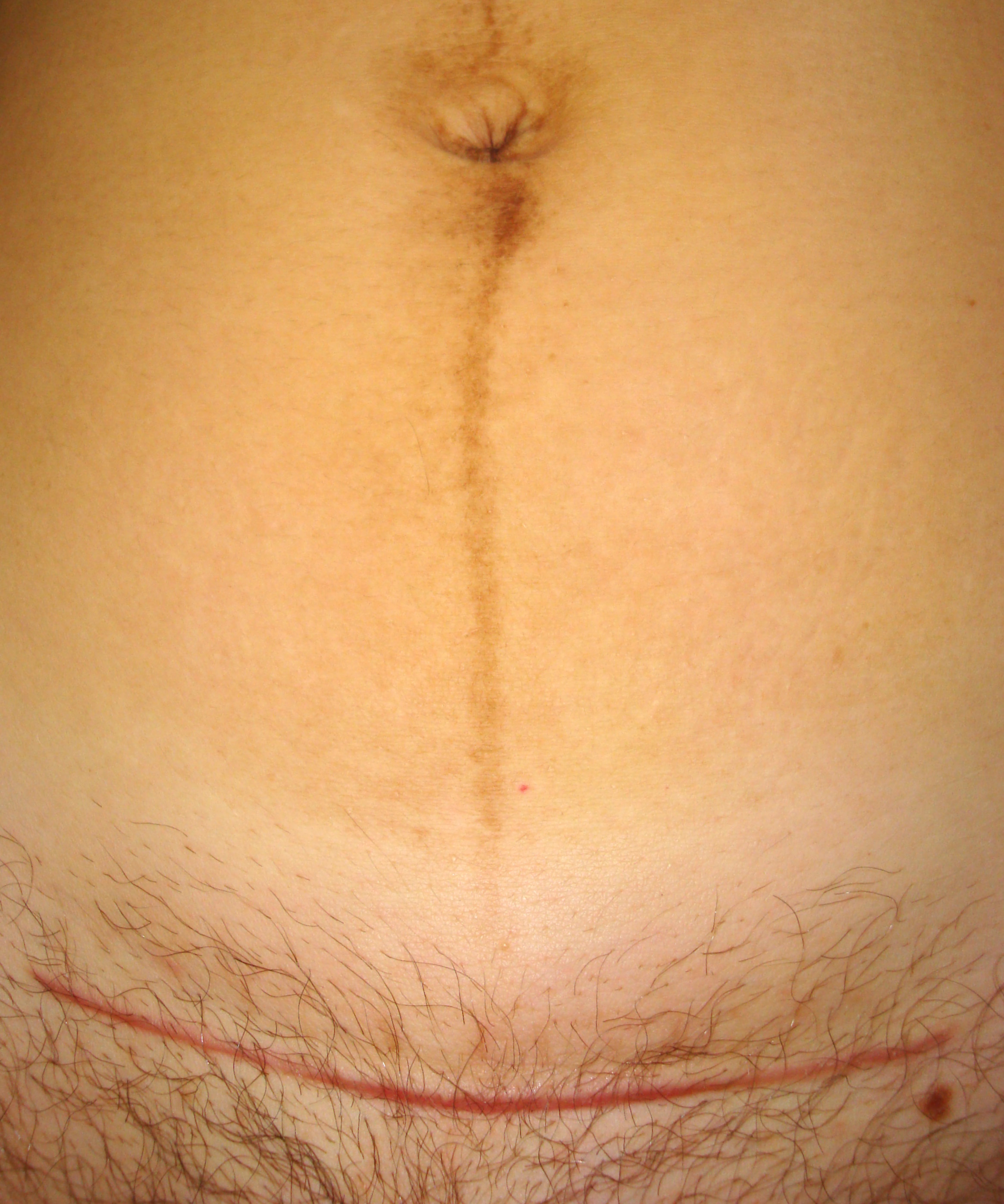
Рубець, 7 тижнів після поперечного Кесаревого розтину.

Звичайна структура шкіри в тканині рубця порушена; межа між епітелієм і дермою являє собою пряму горизонтальну лінію внаслідок відсутності сосочків і міжсосочкових епітеліальних виростів. Дерма складається з грубоволокнистих колагенових волокон. Еластичні волокна в рубці відсутні. Кількість кровоносних і лімфатичних судин різко зменшена. Волосяні фолікули, сальні та потові залози зруйновані. Зовні рубець, за розміром і формою, відповідає подразненій шкірі, що йому передувала. Спочатку він рожевого відтінку, але послідовно стає білим, нерідко оточеним пігментною облямівкою. Значно рідше рубець виглядає пігментованим. Поверхня рубця, зазвичай, гладка, рівна, позбавлена шкірного малюнка. Рідше рубець виглядає нерівним, торочкуватим, з перемичками і невеликими кишенями.
Рубець або розташовується на одному рівні з навколишньою здоровою шкірою, або западає нижче її рівня, нерідко він спаяний з підлеглими тканинами (кістки, м'язи). Рубцева тканина по консистенції може бути щільнішою від здорової шкіри. Такі рубці нерідко підносяться над її рівнем — так звані гіпертрофічні або келоїдні рубці. В інших випадках тканина рубця являє собою тонке утворення і при стисненні її між пальцями збирається в тонкі складки на кшталт цигаркового паперу. Такі рубці називають атрофічними. Зміни шкіри, схожі як клінічно, так і гістологічно на атрофічні рубці, але що розвиваються без попередньої виразки, після деяких хронічних запальних процесів (червоний вовчак, туберкульоз шкіри, сифіліс), називають рубцевою атрофією.

## Принципи профілактики та лікування
У випадку з післяопераційними рубцями, хірургічна техніка виконання операцій передбачає як заходи профілактики рубців (внутрішньошкірні шви, косметичні шви, атравматичний шовний матеріал, атравматичні голки, виконання розрізів по лініям шкірного натягу) задля уникнення надлишкового рубцювання, так і методи лікування рубців — повторне висічення рубців із повторним зшиванням тканин більш дрібними косметичними швами (пластична хірургія).